# Single numer jeden w roku 2020 (Korea Południowa)
Circle Digital Chart, znany jako Gaon Digital Chart do swojego rebrandingu w lipcu 2022 roku, to wykres przedstawiający najlepiej radzące sobie single w Korei Południowej. Zarządzany przez krajowe Ministerstwo Kultury, Sportu i Turystyki (MCST), dane są gromadzone przez Korea Music Content Industry Association i publikowane przez Circle Chart. Ranking opiera się na łącznej liczbie pobrań każdego singla, liczbie odtworzeń i wykorzystaniu muzyki w tle. Circle Chart dostarcza cotygodniowych (od niedzieli do soboty), miesięcznych i rocznych list dla tego zestawienia.

## Notowanie tygodniowe
| † | Wskazuje najlepiej sprzedający się singiel 2020 roku |

| Data publikacji | Tytuł                                   | Artysta                                                      | Źródło |
| --------------- | --------------------------------------- | ------------------------------------------------------------ | ------ |
| 4 stycznia      | "Meteor"                                | Changmo                                                      | [ 4 ]  |
| 11 stycznia     | "Meteor"                                | Changmo                                                      | [ 5 ]  |
| 18 stycznia     | "Any Song" (아무노래) †                 | Zico                                                         | [ 6 ]  |
| 25 stycznia     | "Any Song" (아무노래) †                 | Zico                                                         | [ 7 ]  |
| 1 lutego        | "Any Song" (아무노래) †                 | Zico                                                         | [ 8 ]  |
| 8 lutego        | "Any Song" (아무노래) †                 | Zico                                                         | [ 9 ]  |
| 15 lutego       | "Any Song" (아무노래) †                 | Zico                                                         | [ 10 ] |
| 22 lutego       | "Give You My Heart" (마음을 드려요)     | IU                                                           | [ 11 ] |
| 29 lutego       | "On"                                    | BTS                                                          | [ 12 ] |
| 7 marca         | "Any Song" (아무노래) †                 | Zico                                                         | [ 13 ] |
| 14 marca        | "Any Song" (아무노래) †                 | Zico                                                         | [ 14 ] |
| 21 marca        | "Start Over" (시작)                     | Gaho                                                         | [ 15 ] |
| 28 marca        | "Start Over" (시작)                     | Gaho                                                         | [ 16 ] |
| 4 kwietnia      | "Bloom" (처음처럼)                      | MC the Max                                                   | [ 17 ] |
| 11 kwietnia     | "Start Over" (시작)                     | Gaho                                                         | [ 18 ] |
| 18 kwietnia     | "Aloha" (아로하)                        | Jo Jung-suk                                                  | [ 19 ] |
| 25 kwietnia     | "Aloha" (아로하)                        | Jo Jung-suk                                                  | [ 20 ] |
| 2 maja          | "Aloha" (아로하)                        | Jo Jung-suk                                                  | [ 21 ] |
| 9 maja          | "Eight" (에잇)                          | IU featuring Suga                                            | [ 22 ] |
| 16 maja         | "Eight" (에잇)                          | IU featuring Suga                                            | [ 23 ] |
| 23 maja         | "Eight" (에잇)                          | IU featuring Suga                                            | [ 24 ] |
| 30 maja         | "I Knew I Love" (사랑하게 될 줄 알았어) | Jeon Mi-do                                                   | [ 25 ] |
| 6 czerwca       | "I Knew I Love" (사랑하게 될 줄 알았어) | Jeon Mi-do                                                   | [ 26 ] |
| 13 czerwca      | "Eight" (에잇)                          | IU featuring Suga                                            | [ 27 ] |
| 20 czerwca      | "Downtown Baby"                         | Bloo                                                         | [ 28 ] |
| 27 czerwca      | "Downtown Baby"                         | Bloo                                                         | [ 29 ] |
| 4 lipca         | "How You Like That"                     | Blackpink                                                    | [ 30 ] |
| 11 lipca        | "How You Like That"                     | Blackpink                                                    | [ 31 ] |
| 18 lipca        | "How You Like That"                     | Blackpink                                                    | [ 32 ] |
| 25 lipca        | "Beach Again" (다시 여기 바닷가)        | SSAK3                                                        | [ 33 ] |
| 1 sierpnia      | "Beach Again" (다시 여기 바닷가)        | SSAK3                                                        | [ 34 ] |
| 8 sierpnia      | "Beach Again" (다시 여기 바닷가)        | SSAK3                                                        | [ 35 ] |
| 15 sierpnia     | "Beach Again" (다시 여기 바닷가)        | SSAK3                                                        | [ 36 ] |
| 22 sierpnia     | "Beach Again" (다시 여기 바닷가)        | SSAK3                                                        | [ 37 ] |
| 29 sierpnia     | "Dynamite"                              | BTS                                                          | [ 38 ] |
| 5 września      | "Dynamite"                              | BTS                                                          | [ 39 ] |
| 12 września     | "Dynamite"                              | BTS                                                          | [ 40 ] |
| 19 września     | "Dynamite"                              | BTS                                                          | [ 41 ] |
| 26 września     | "Dynamite"                              | BTS                                                          | [ 42 ] |
| 3 października  | "Dynamite"                              | BTS                                                          | [ 43 ] |
| 10 października | "Dynamite"                              | BTS                                                          | [ 44 ] |
| 17 października | "Don't Touch Me"                        | Refund Sisters                                               | [ 45 ] |
| 24 października | "Don't Touch Me"                        | Refund Sisters                                               | [ 46 ] |
| 31 października | "Dynamite"                              | BTS                                                          | [ 47 ] |
| 7 listopada     | "Dynamite"                              | BTS                                                          | [ 48 ] |
| 14 listopada    | "Dynamite"                              | BTS                                                          | [ 49 ] |
| 21 listopada    | "Dynamite"                              | BTS                                                          | [ 50 ] |
| 28 listopada    | "VVS"                                   | Miranni, Munchman, Khundi Panda, Mushvenom featuring Justhis | [ 51 ] |
| 5 grudnia       | "VVS"                                   | Miranni, Munchman, Khundi Panda, Mushvenom featuring Justhis | [ 52 ] |
| 12 grudnia      | "VVS"                                   | Miranni, Munchman, Khundi Panda, Mushvenom featuring Justhis | [ 53 ] |
| 19 grudnia      | "VVS"                                   | Miranni, Munchman, Khundi Panda, Mushvenom featuring Justhis | [ 54 ] |
| 26 grudnia      | "VVS"                                   | Miranni, Munchman, Khundi Panda, Mushvenom featuring Justhis | [ 55 ] |

## Notowanie miesięczne
| Miesiąc     | Tytuł                            | Artysta                                                      | Źródło |
| ----------- | -------------------------------- | ------------------------------------------------------------ | ------ |
| Styczeń     | "Meteor"                         | Changmo                                                      | [ 56 ] |
| Luty        | "Any Song" (아무노래) †          | Zico                                                         | [ 57 ] |
| Marzec      | "Start Over" (시작)              | Gaho                                                         | [ 58 ] |
| Kwiecień    | "Aloha" ("Aloha" (아로하))       | Jo Jung-suk                                                  | [ 59 ] |
| Maj         | "Eight" (에잇)                   | IU featuring Suga                                            | [ 60 ] |
| Czerwiec    | "Eight" (에잇)                   | IU featuring Suga                                            | [ 61 ] |
| Lipciec     | "How You Like That"              | Blackpink                                                    | [ 62 ] |
| Sierpień    | "Beach Again" (다시 여기 바닷가) | SSAK3                                                        | [ 63 ] |
| Wrzesień    | "Dynamite"                       | BTS                                                          | [ 64 ] |
| Październik | "Dynamite"                       | BTS                                                          | [ 65 ] |
| Listopad    | "Dynamite"                       | BTS                                                          | [ 66 ] |
| Grudzień    | "VVS"                            | Miranni, Munchman, Khundi Panda, Mushvenom featuring Justhis | [ 67 ] |